# Journal of Near-Death Studies
Journal of Near-Death Studies (tạm dịch: Tập san Nghiên cứu Cận tử) là tập san học thuật được bình duyệt hàng quý dành cho lĩnh vực nghiên cứu cận tử do Hiệp hội Nghiên cứu Cận tử Quốc tế xuất bản.
Tổng biên tập sáng lập của tờ tập san này là Kenneth Ring. Các biên tập viên tiếp theo là Bruce Greyson và Janice Holden.

## Lịch sử
Tập san này được thành lập vào năm 1982 với tên gọi Anabiosis và lấy cái tên hiện tại vào năm 1987 khi bắt đầu tập 6. Từ năm 1997 đến năm 2003, tập san được hãng Kluwer Academic Publishers xuất bản, nhưng sự thu xếp này đã bị ngừng lại sau khi hoàn thành tập 21.